# Karel Hník
Karel Hník (Jilemnice, 8 augustus 1991) is een Tsjechisch voormalig wielrenner die in 2021 reed voor het Portugese Efapel.

## Carrière
In zijn jeugd kwam hij vooral uit in het veldrijden. Zo werd hij in 2011 tijdens het wereldkampioenschap derde, achter de Nederlanders Lars van der Haar en Mike Teunissen. In 2013 richtte hij zich enkel op de weg bij het Tsjechische Etixx, het opleidingsteam van WorldTour-team Omega Pharma-Quick-Step.

## Overwinningen
2013
Bergklassement Ronde van Alentejo
2014
4e etappe Ronde van Alentejo
3e etappe Trofeo Joaquim Agostinho
4e etappe en eindklassement Ronde van de Elzas

## Resultaten in voornaamste wedstrijden
| Jaar |  | WK op de weg |
| ---- |  | ------------ |
| 2015 |  | 41e          |
| 2016 |  |              |
| 2017 |  |              |
| 2018 |  | opgave       |

## Ploegen
- 2009 –  Telenet-Fidea Cycling Team (vanaf 29-9)
- 2010 –  Telenet-Fidea
- 2011 –  Telenet-Fidea
- 2012 –  Sunweb-Revor
- 2013 –  Etixx-iHNed
- 2014 –  Etixx
- 2014 –  MTN-Qhubeka (stagiair vanaf 1-8)
- 2015 –  Cult Energy Pro Cycling
- 2016 –  Verva ActiveJet Pro Cycling Team
- 2018 –  Pardus-TUFO Prostějov
- 2019 –  Elkov-Kasper
- 2020 –  Elkov-Kasper
- 2021 –  Efapel

Baestaens · Bertholet · Dlask · Gavenda · Hník · Meeusen · K.Pauwels · Scevenels · Štybar · van Kessel · Van Mechelen · B.Wellens
Baestaens · Bertholet · Dlask · Gavenda · Grand · Hník · Meeusen · K.Pauwels · Peeters · Štybar · K.Szczepaniak · P.Szczepaniak · van Empel · van Kessel · Van Mechelen · B.Wellens
Adams · K.Baestaens · Dlask · Gavenda · Grand · Hník · Jouffroy · Meeusen · K.Pauwels · Peeters · Štybar · van Empel · van Kessel · B.Wellens
Aernouts · Beelen · Boden · Bossuyt · Braet · Eising · Hník · Merlier · Pauwels · Vantornout
Alaphilippe · Bouvry · Hník · D. Hoelgaard · M. Hoelgaard · Konrad · Koudela · Sénéchal · Spokes · Vakoč · Verhelst · Wiśniowski · Rumac (stagiair)
Cuadros · Dolezel · Ghistelinck · Guérin · Hirt · Hník · D. Hoelgaard · M. Hoelgaard · Kerkhof · Rumac · Spokes · Wisniowski · Schultz (stagiair)
Augustyn · Ciolek · Debesay · Dougall · Gerdemann · Grmay · Janse van Rensburg · Jim · Konovalovas · Kudus · Meintjes · Niyonshuti · Pardilla · Potgieter · Reguigui · Reimer · Russom · Sbaragli · Stauff · Teklehaimanot · Tewelde · Thomson · van Niekerk · Venter · Wesemann · van Zyl · Hník (stagiair)
Carbel · Downing · Gerdemann · Guldhammer · Hník · Kirsch · Larsson · Lemarchand · Mager · Mortensen · Pedersen · Quaade · Reihs · Vinther · Wegmann · Zangerlé
Aniołkowski · A.Banaszek · N.Banaszek · Bernas · Bodnar · Charucki · Cieślik · Franczak · Gradek · Hník · Koch · Podlaski · Polnický · Simón · Stachowiak · Staniszewski
Babor · Bárta · Dolníček · Hník · Lichnovský · Pszczolarski · Tyrpekl · Zoebenko